# 세라 워터스
세라 워터스(영어: Sarah Waters, 1966년 7월 21일 ~ )는 영국의 소설가이다.
1966년 영국 웨일스의 펨브로크셔에서 태어나 켄트 대학교(University of Kent)와 랭커스터 대학교(Lancaster University)에서 학사와 석사를 마치고, 퀸 메리 대학(Queen Mary, University of London)에서 레즈비언과 게이 역사 소설에 관한 연구로 영문학 박사 학위를 받았다. 박사 학위 논문을 준비하면서 다양한 레즈비언 역사 소설과 19세기 외설 문학 작품을 접하게 되었고, 그에 관한 연구와 조사가 소설의 집필로까지 이어져 탄생하게 된 것이 바로 데뷔작 《벨벳 애무하기》(Tipping the Velvet, 1998년)이다. 빅토리아 시대 말기 런던의 풍경과 레즈비언 세계를 전문가다운 솜씨로 그려 낸 이 작품으로 워터스는 평단과 독자 모두의 찬사를 받으며 일약 레즈비언 역사 소설의 총아로 거듭났다.
두 번째 장편소설 《끌림》(Affinity, 1999년) 역시 절찬을 받으며 서머싯 몸상, 《선데이 타임스》의 올해의 젊은 작가상을 받았다. A. N. 윌슨은 워터스는 <독자가 어떤 말이라도 믿게 할 수 있는 능력을 지닌 탁월한 작가>라고 평했다. 《핑거스미스》(Fingersmith)는 <빅토리아 시대 3부작>의 마지막 작품으로 2002년에 발표되었다. 추리 소설로는 드물게 부커상 후보에 올랐으며 영국 추리작가 협회의 역사 소설 부문상을 수상했고, 2002년 <올해의 책>으로 가장 많이 언급되었다.
그 외의 작품으로는 빅토리아 시대를 벗어나 제2차 세계 대전 당시의 런던을 배경으로 한 《야경꾼》(The Night Watch, 2006)와 전쟁이 끝난 직후를 배경으로 한 《작은 이방인》(The Little Stranger, 2009년)이 있다. 워터스는 2002년 영국 도서상의 <올해의 작가상>을 받았고 2003년 《그랜타》에서 <최고의 젊은 영국 작가들> 중 한 명으로 선정되었다.

## 작품 목록
- 《벨벳 애무하기》(Tipping the Velvet), 1998년
  - 최용준 옮김, 열린책들, 2009년
- 《끌림》(Affinity), 1999년
  - 최용준 옮김, 열린책들, 2012년
- 《핑거스미스》(Fingersmith), 2002년
  - 최용준 옮김, 열린책들, 2006년
- 《야경꾼》(The Night Watch), 2006년
- 《작은 이방인》(The Little Stranger), 2009년

## 수상 내역
- 《벨벳 애무하기》
  - 1999년 Betty Trask Award
  - 1999년 Library Journal's Best Book of the Year
  - 1999년 Mail on Sunday/John Llewellyn Rhys Prize
  - 1999년 New York Times Notable Book of the Year
  - 2000년 Ferro-Grumley Award for Lesbian and Gay Fiction (최종 후보)
  - 2000년 Lambda Literary Award for Lesbian Fiction

- 《끌림》
  - 2000년 American Library Association GLBT Roundtable Book Award
  - 2000년 Arts Council of Wales Book of the Year Award (최종 후보)
  - 2000년 Ferro-Grumley Award for Lesbian and Gay Fiction
  - 2000년 Lambda Literary Award for Fiction (최종 후보)
  - 2000년 Mail on Sunday/John Llewellyn Rhys Prize (최종 후보)
  - 2000년 Somerset Maugham Award
  - 2000년 Sunday Times Young Writer of the Year Award

- 《핑거스미스》
  - 2002년 British Book Awards Author of the Year
  - 2002년 Crime Writers Association Ellis Peters Historical Dagger
  - 2002년 Man Booker Prize for Fiction (최종 후보)
  - 2002년 Orange Prize for Fiction (최종 후보)
  - 2003년 Lambda Literary Award for Lesbian Fiction

- 《야경꾼》
  - 2006년 Orange Prize for Fiction (최종후보)
  - 2006년 Man Booker Prize for Fiction (최종 후보)
  - 2007년 Lambda Literary Award for Lesbian Fiction

- 《작은 이방인》
  - 2009년 Man Booker Prize for Fiction (최종 후보)
  - 2009년 Shirley Jackson Award (최종 후보)